# Иоганн (маркграф Бранденбург-Кюстрина)
Иоганн (нем. Johann von Brandenburg-Küstrin, также Ганс Кюстринский; нем. Hans von Küstrin; 3 августа 1513, Тангермюнде, Саксония-Анхальт — 13 января 1571, Кюстрин) — маркграф Бранденбург-Кюстрина, второй сын курфюрста Иоахима Бранденбургского и его супруги Елизаветы Датской.

## Биография
Получив после смерти отца так называемую Новую марку (нем. Neumark), Иоанн укрепил города Кюстрин и Пайц, сильно поднял уровень благосостояния подданных и в 1536 году примкнул к Реформации и вступил в шмалькальденский союз.
Во время Шмалькальденской войны он изменил своей партии и помог императору, особенно своим участием в Мюльбергской битве. Интериму, впрочем, он не захотел подчиниться.
В войне с Францией он помогал Карлу V и принимал участие в осаде Меца.
После его смерти Новая марка была соединена с курфюршеством.

## Потомки
В браке с Екатериной Брауншвейг-Вольфенбюттельской, дочерью герцога Генриха II Брауншвейг-Вольфенбюттельского, родились две дочери:
- Елизавета (1540—1578), замужем за Георгом Фридрихом Бранденбург-Ансбах-Кульмбахским
- Екатерина (1549—1602), замужем за курфюрстом Бранденбурга Иоахимом Фридрихом.